# Șilea Nirajului, Mureș
Șilea Nirajului (în maghiară Nyárádselye) este un sat în comuna Măgherani din județul Mureș, Transilvania, România.

## Istoric
Pe Harta Iosefină a Transilvaniei din 1769-1773 (Sectio 144), localitatea a apărut sub numele de „Sellye”.

## Obiective turistice

### Becheci
- Vârful Becheci (1080 m)
- Capela romano-catolică „Sfânta Cruce” și Via Crucis
- Cimitirul Eroilor din Primul Război Mondial

## Imagini

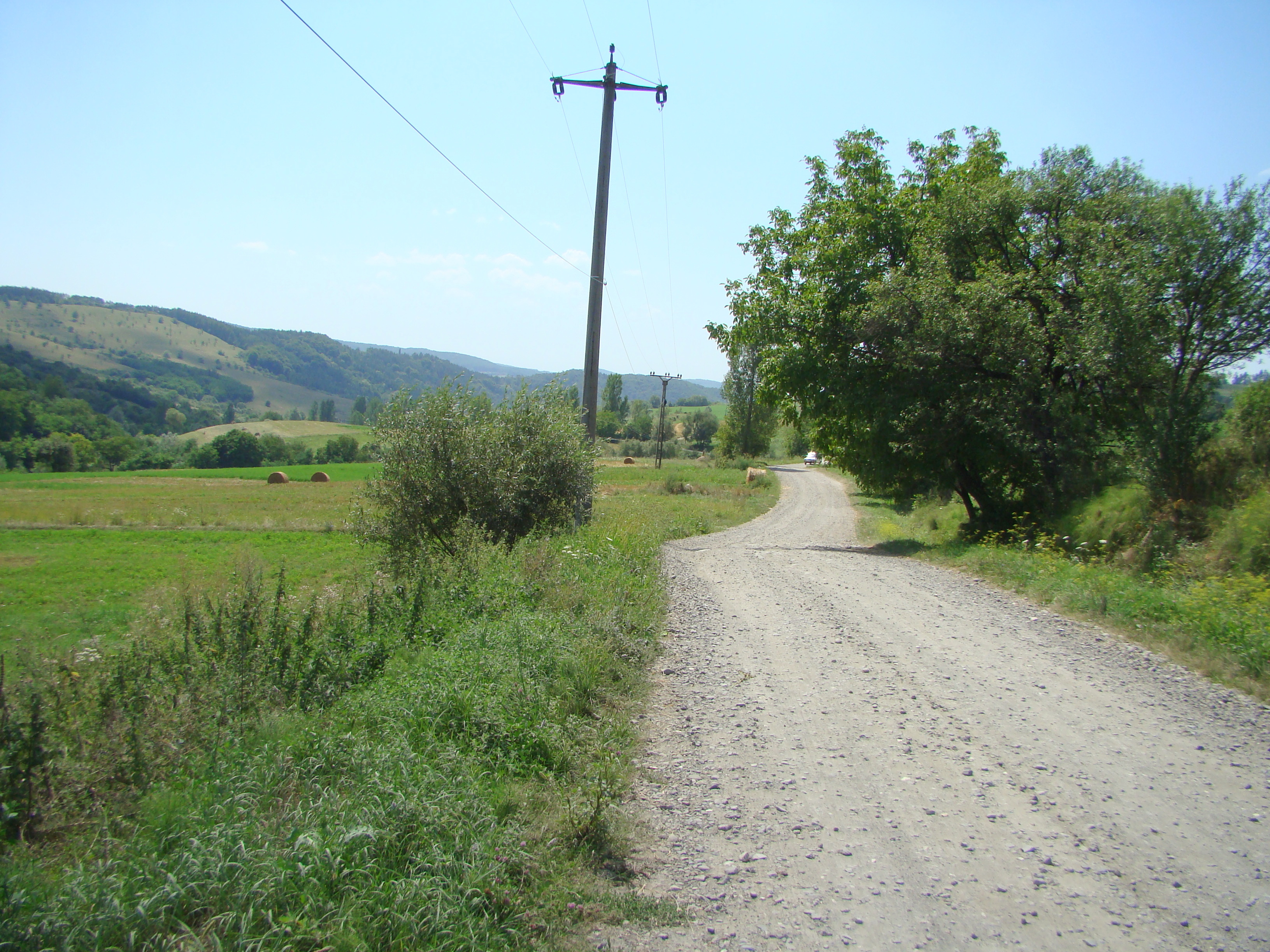
Drumul Măgherani-Șilea Nirajului
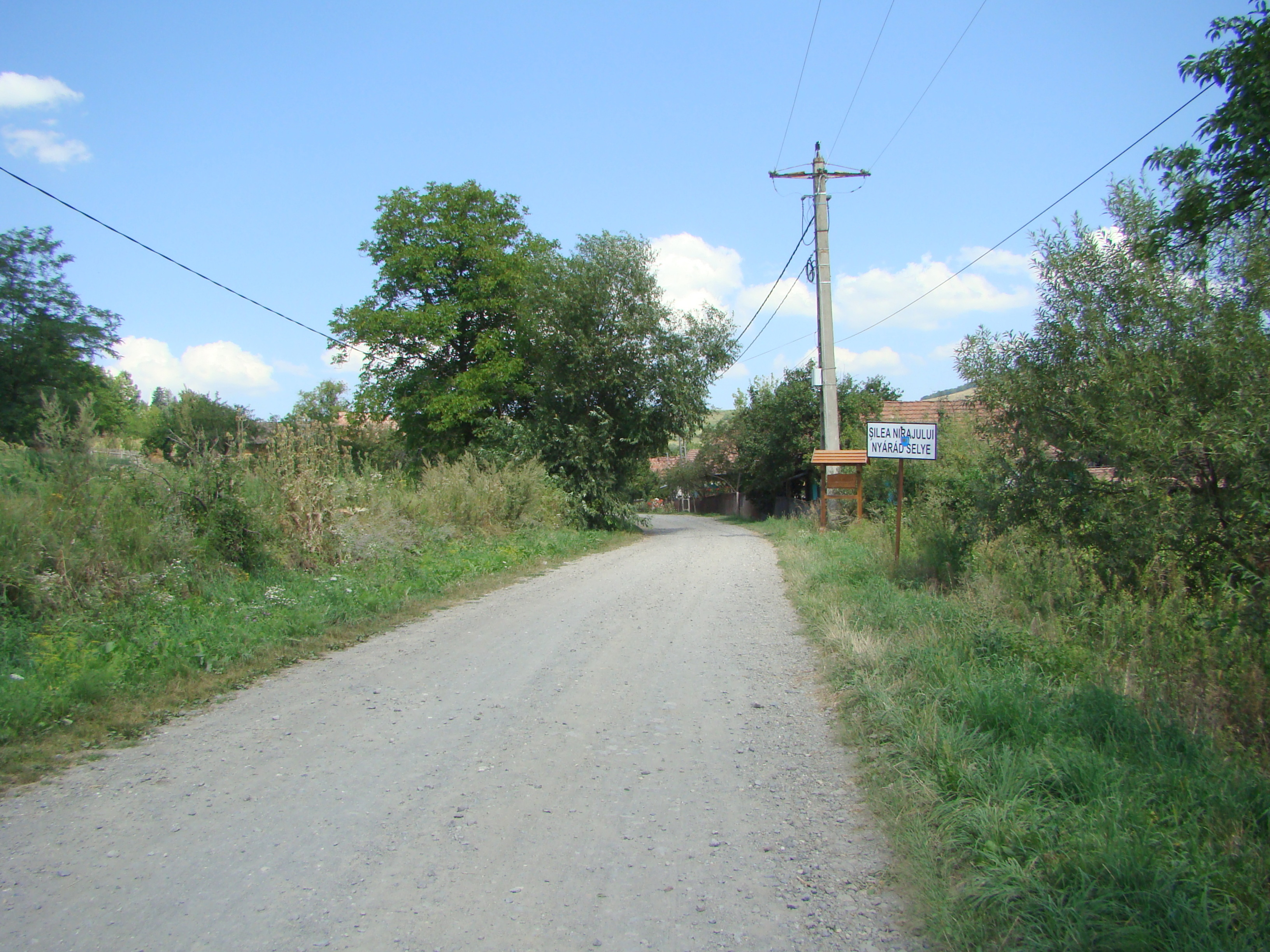
Intrarea în localitate
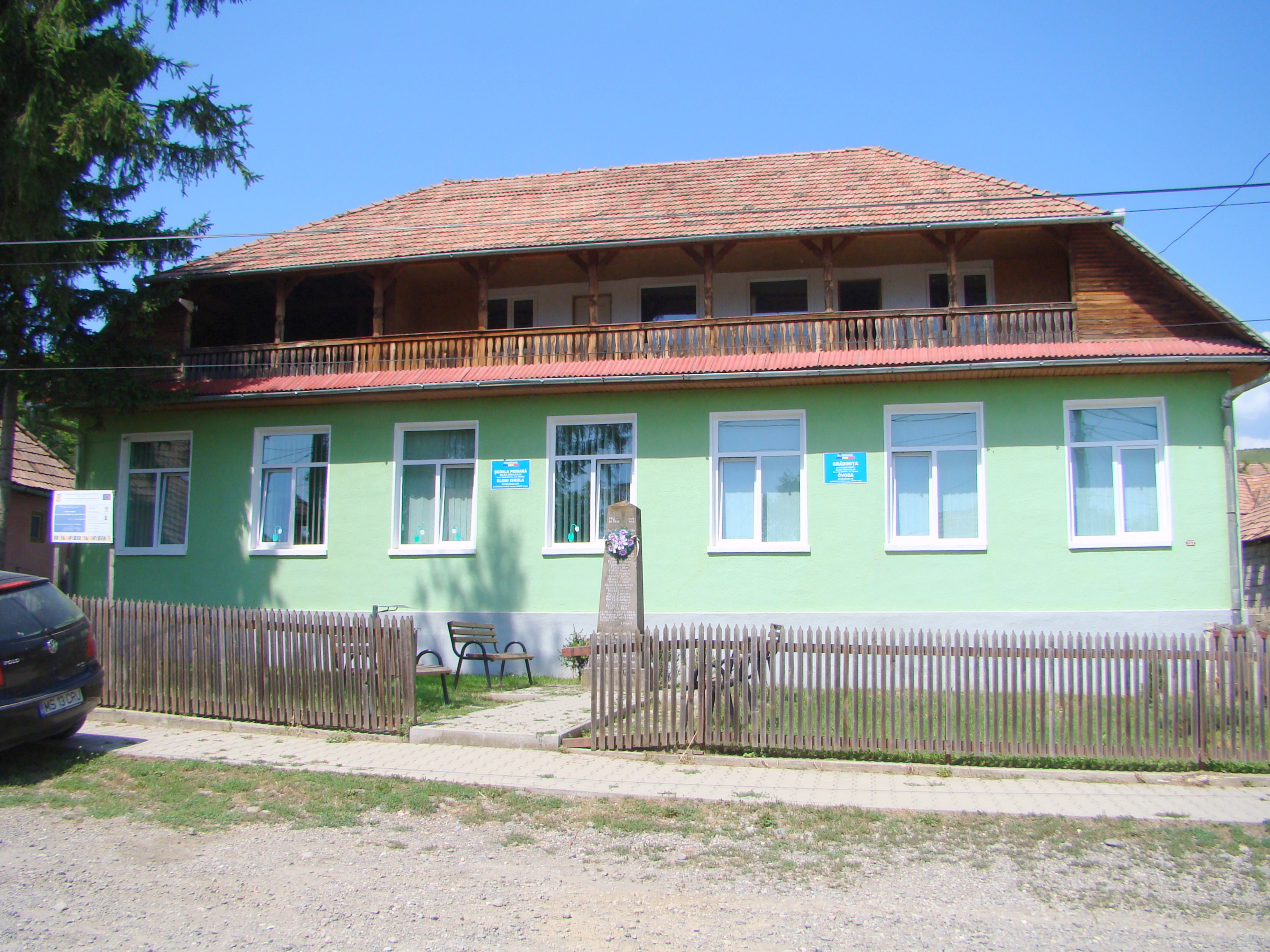
Școala
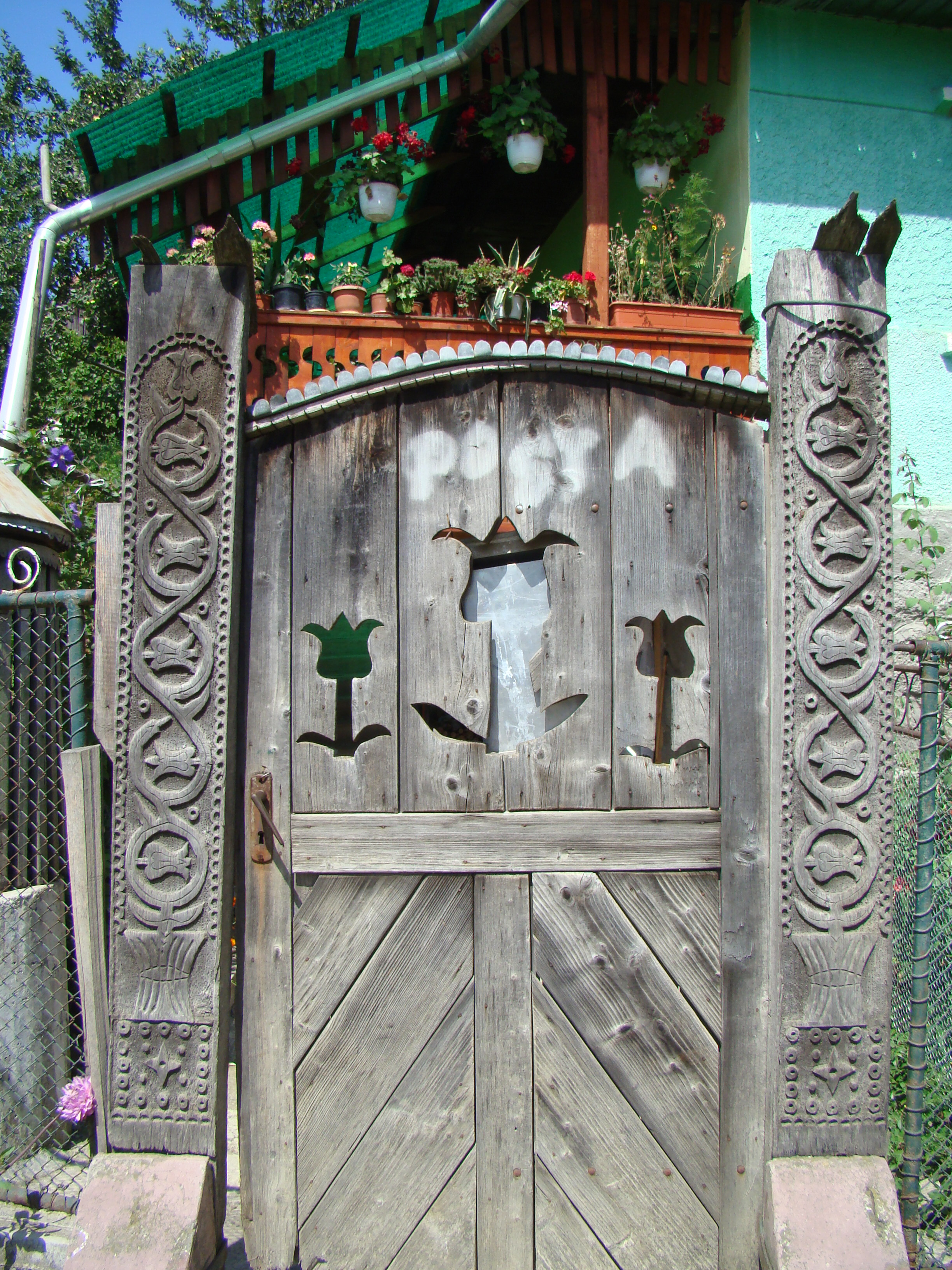
Poartă secuiască
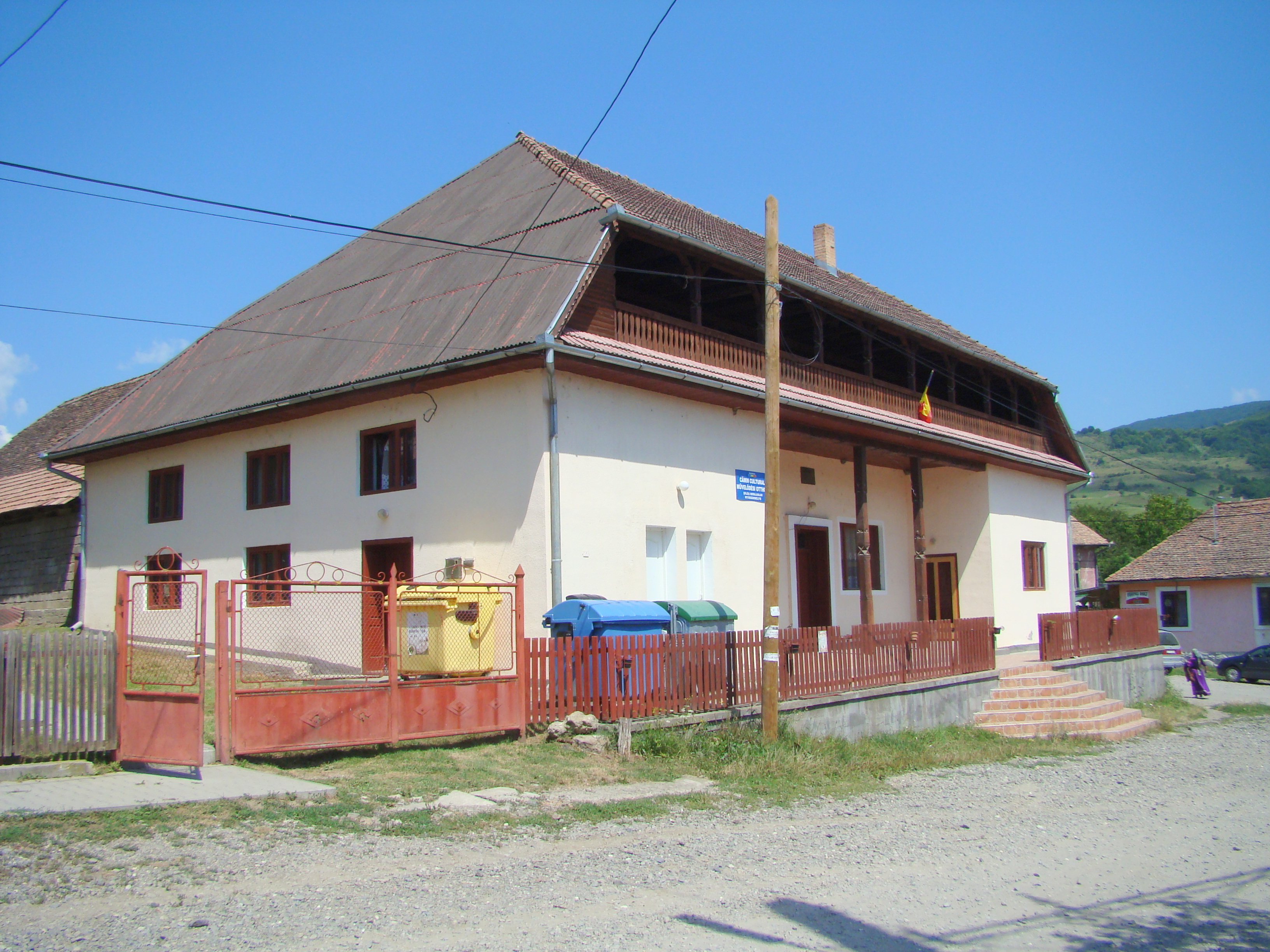
Căminul cultural
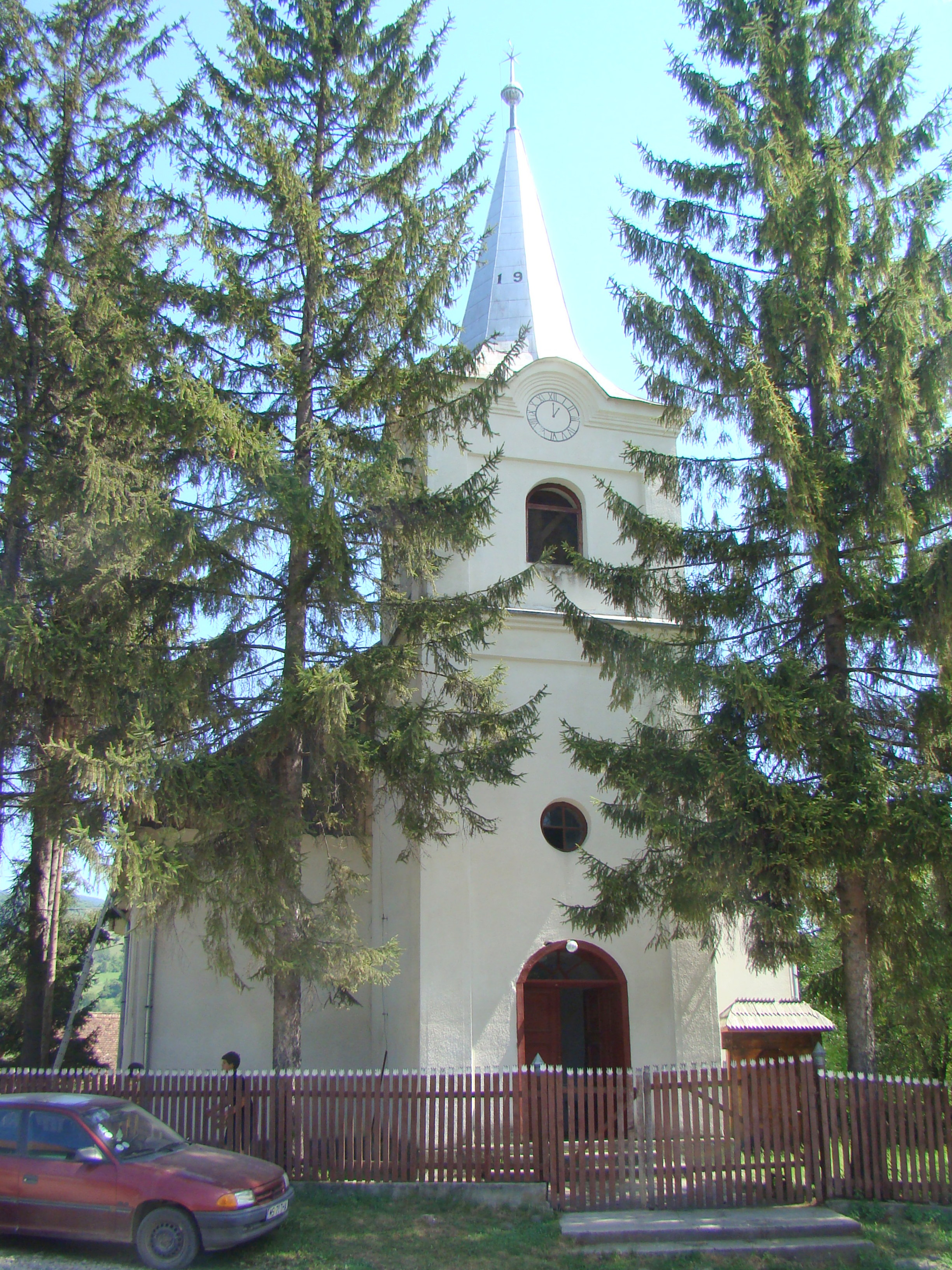
Biserica reformată (1920)
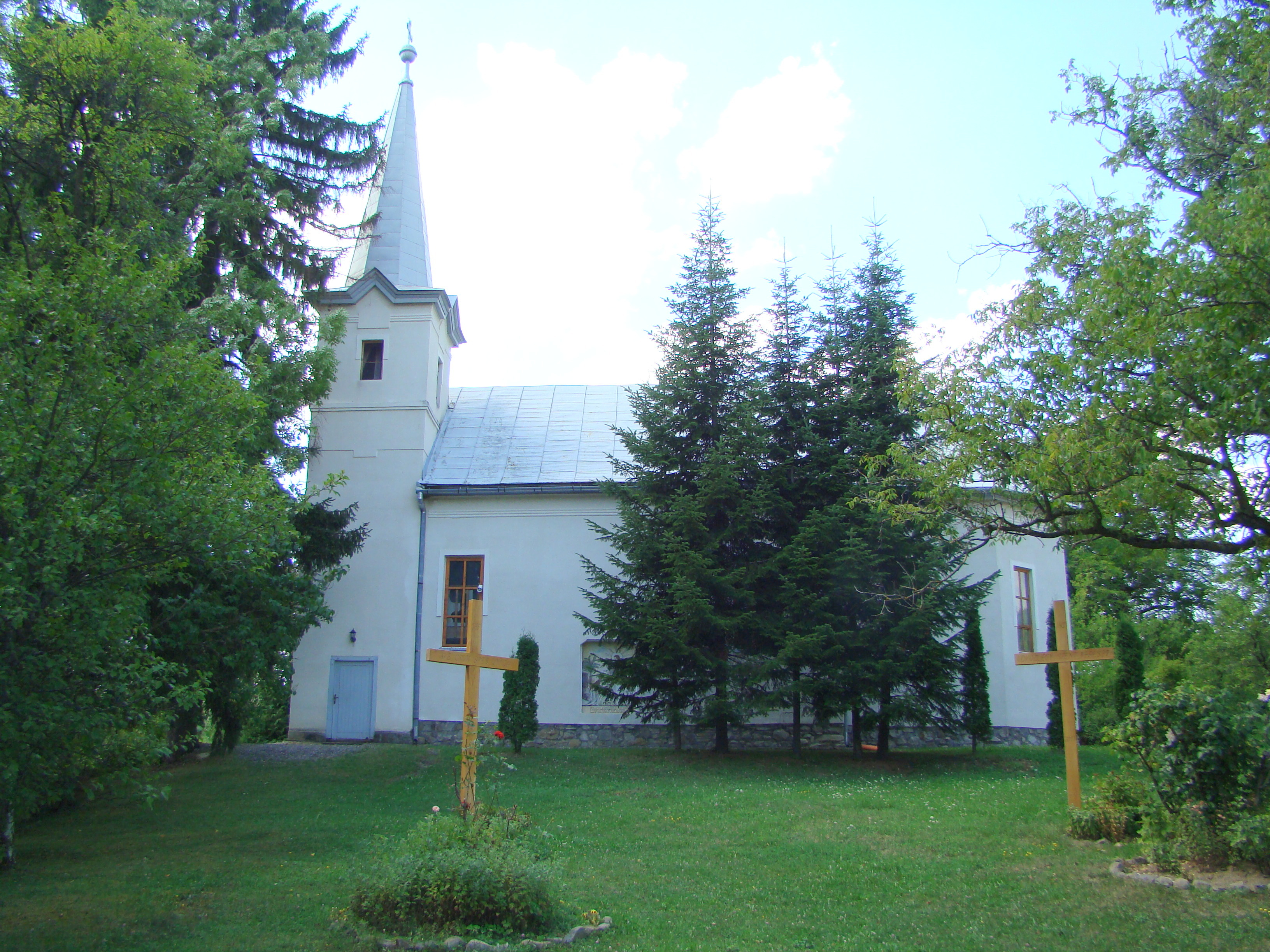
Biserica romano-catolică (1722)
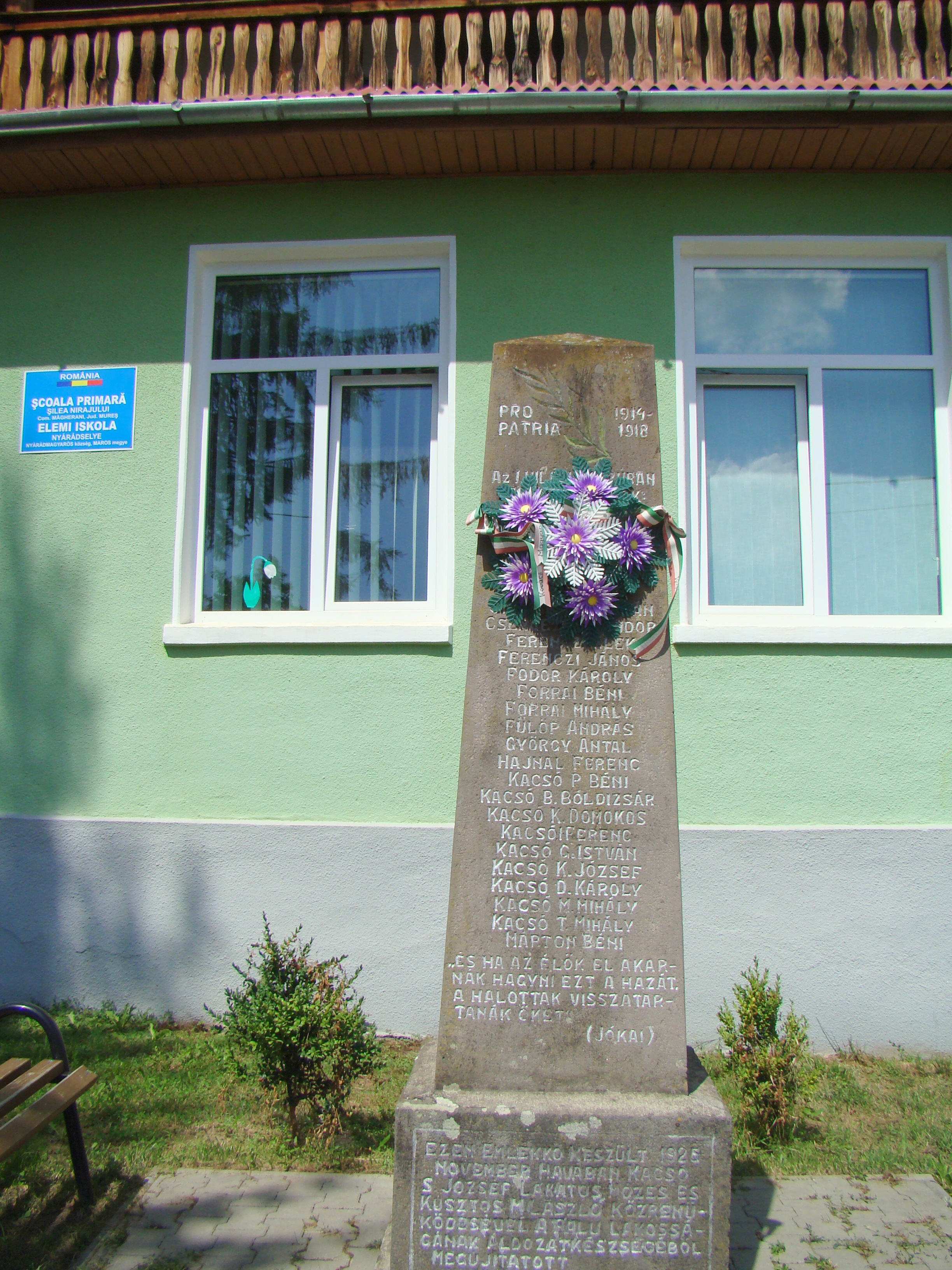
Monumentul eroilor